# Nahe (Rhein)
Die Nahe (lateinisch Nava) ist ein etwa 125 km langer, linker Nebenfluss des Rheins im Saarland und in Rheinland-Pfalz. Ihre Mündung in Bingen am Rhein gilt als Grenze zwischen Oberrhein und Mittelrhein.

## Etymologie
Der Fluss wurde erstmals bei Tacitus zwischen 104 und 110 als Navas (lies Navae) schriftlich erwähnt. Die Deutung des Namens ist unsicher. Er könnte mit dem indogermanischen *nāṷo- in Zusammenhang stehen, vielleicht in der Bedeutung „worin geschwommen werden kann“, „schiffbar“.

## Geographie

### Verlauf

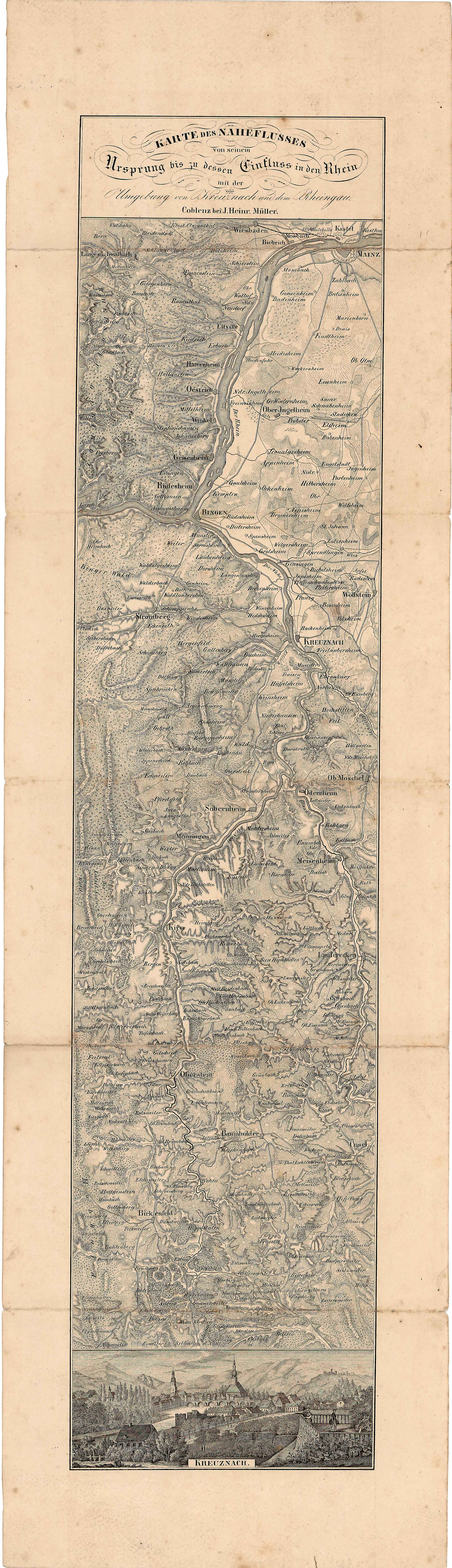
Karte zum Verlauf der Nahe (1845)

Die Nahe trennt die Mittelgebirge Nordpfälzer Bergland und Hunsrück sowie die Naturräume Saar-Nahe-Bergland und Hunsrück. Sie durchfließt nacheinander den saarländischen Landkreis St. Wendel sowie die rheinland-pfälzischen Landkreise Birkenfeld, Bad Kreuznach und Mainz-Bingen.
Der Fluss entspringt im Saarland im Naturraum Primstaler Höhen auf dem Südhang des 505 m hohen Eckersbergs. Die gefasste Quelle liegt nordwestlich von Selbach an einem Waldrand. Anfangs durchfließt die Nahe zwei Nohfeldener Ortsteile, zunächst Selbach und unterhalb davon Gonnesweiler. Dort erhält sie über die Bos Zufluss aus dem Stausee Bostalsee, den sie im Südosten passiert. Nach Durchfließen des Hauptortes von Nohfelden verlässt sie das Saarland in nordöstlicher Richtung und überquert die Grenze zu Rheinland-Pfalz.
Weiter in diese Richtung führt der Flusslauf unter anderem durch Hoppstädten-Weiersbach nach Idar-Oberstein. 1985 wurde hier im Stadtteil Oberstein die Nahe auf 1875 m Länge mit der Nahehochstraße überbaut, um die Altstadt vom Durchgangsverkehr der Bundesstraße 41 zu entlasten. Flussabwärts folgen die Orte Kirn, Monzingen, Bad Sobernheim und Niederhausen sowie Bad Münster am Stein, Bad Kreuznach und Gensingen.
Schließlich passiert die Nahe – nun in nördlicher Richtung fließend – den Rochusberg und gelangt nach Bingen am Rhein, wo sie am Rheinknie von Süden her bei Rheinkilometer 529,1 in den Rhein mündet. Die Nahe hat hier eine mittlere Wasserführung von 30 m³/s.

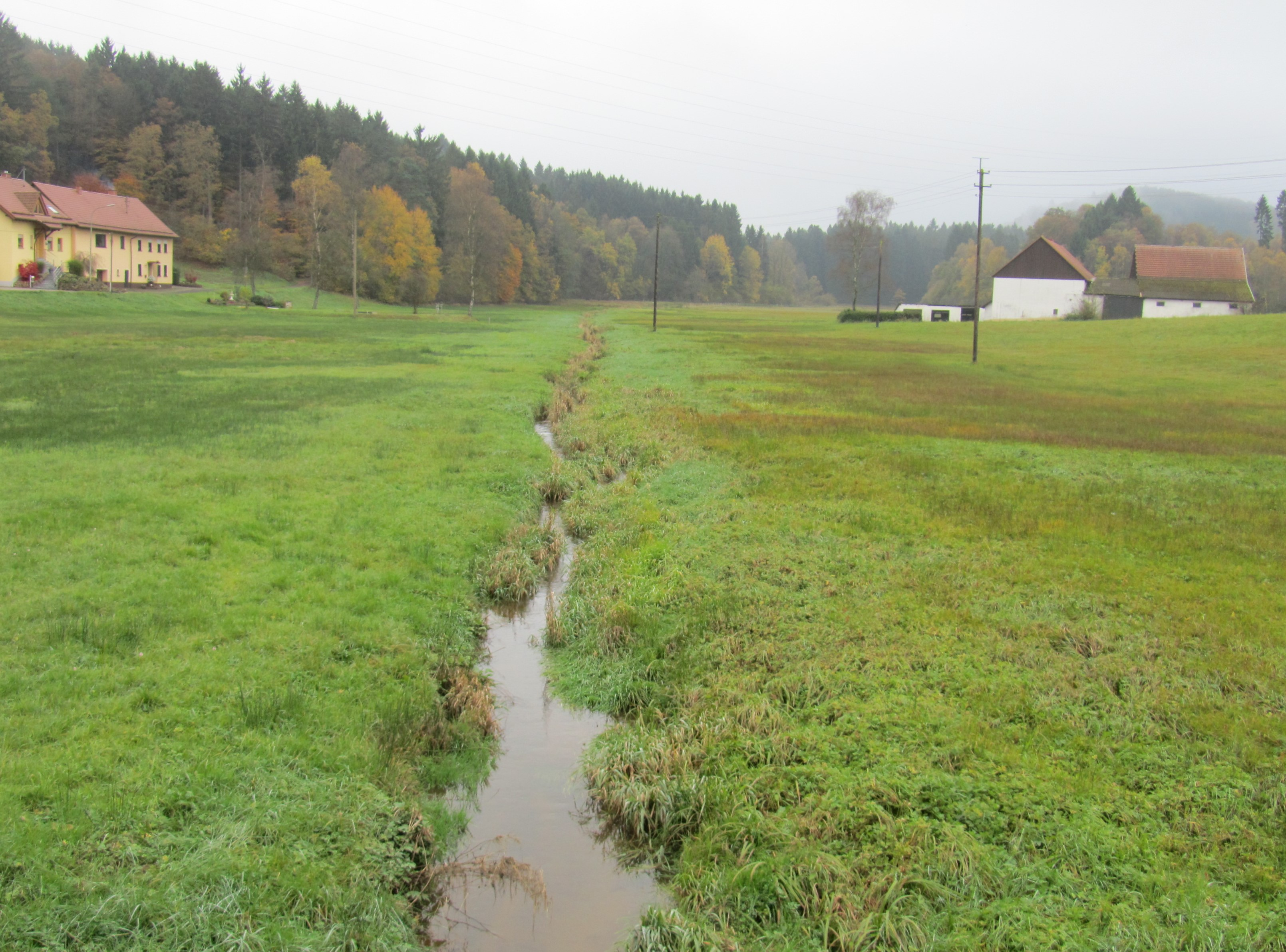
Nahe bei Neunkirchen kurz nach ihrer Quelle
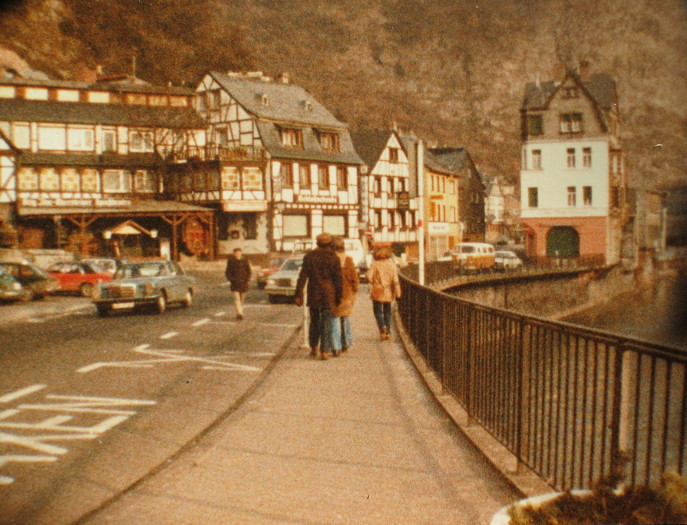
Idar-Oberstein um 1980 vor der Naheüberbauung
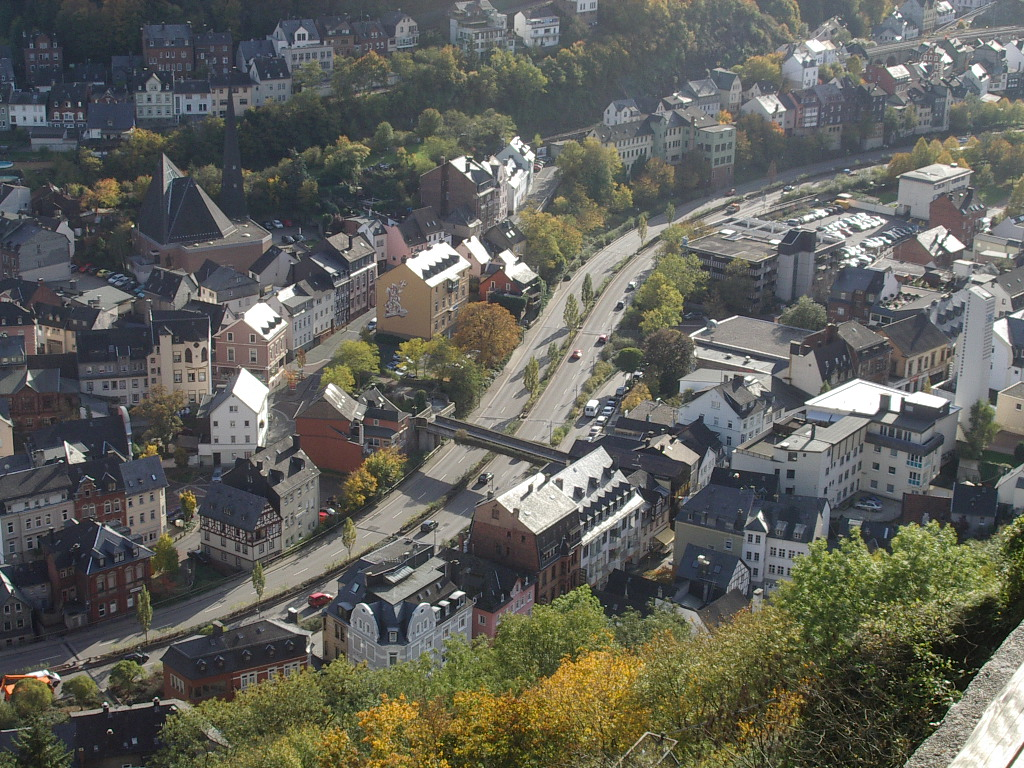
Naheüberbauung (B 41) im Stadtteil Oberstein
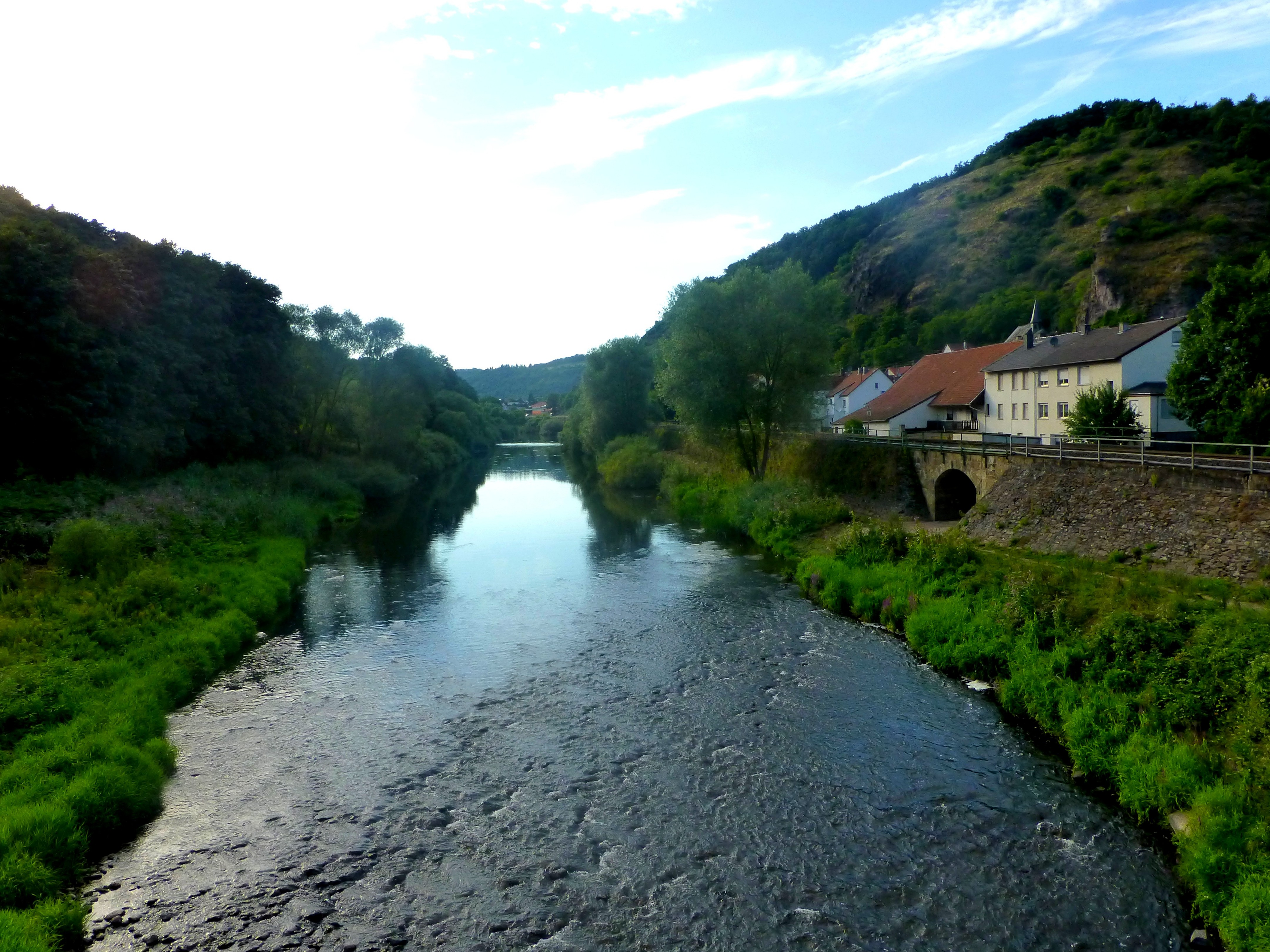
Nahe bei Martinstein
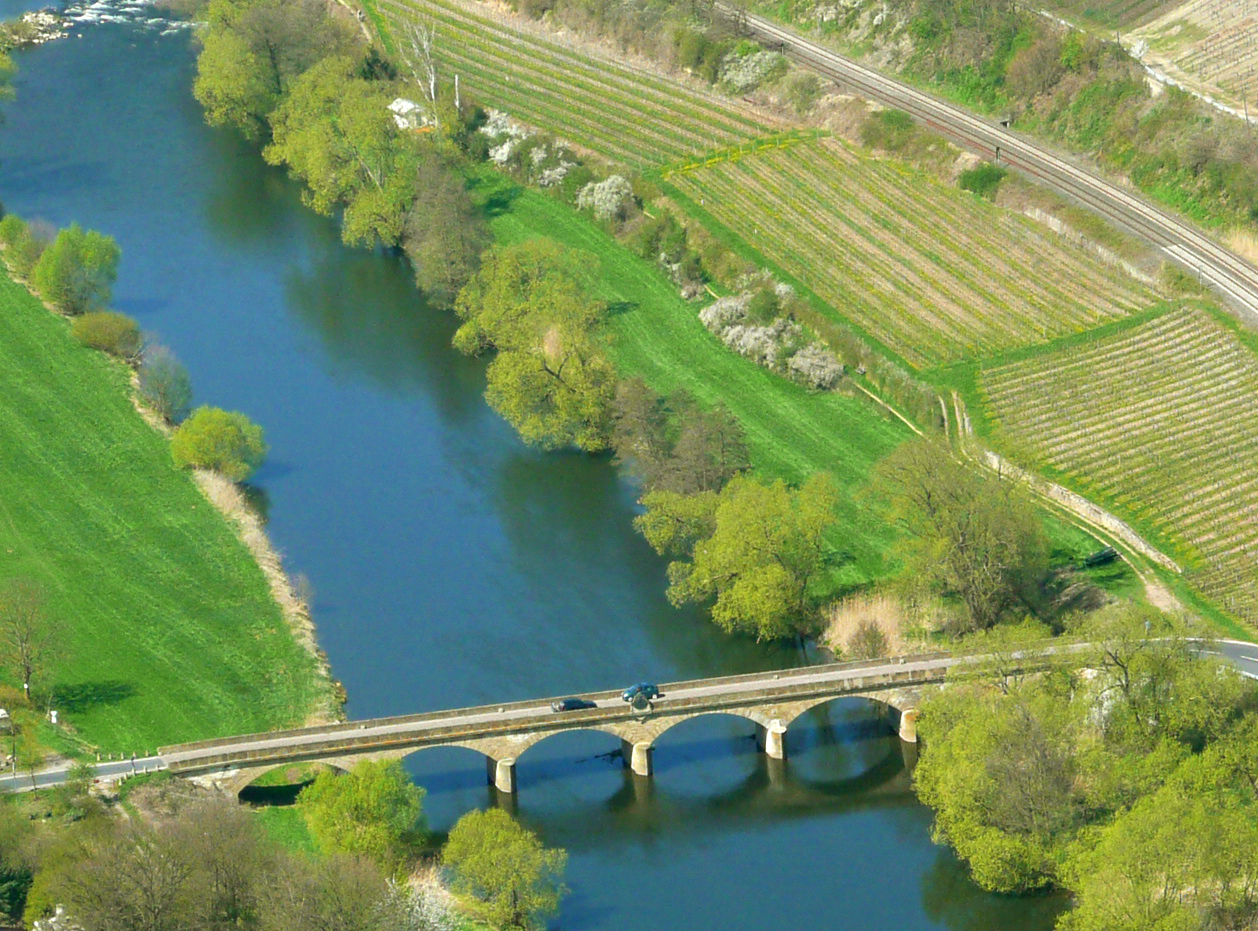
Luitpoldbrücke bei Oberhausen
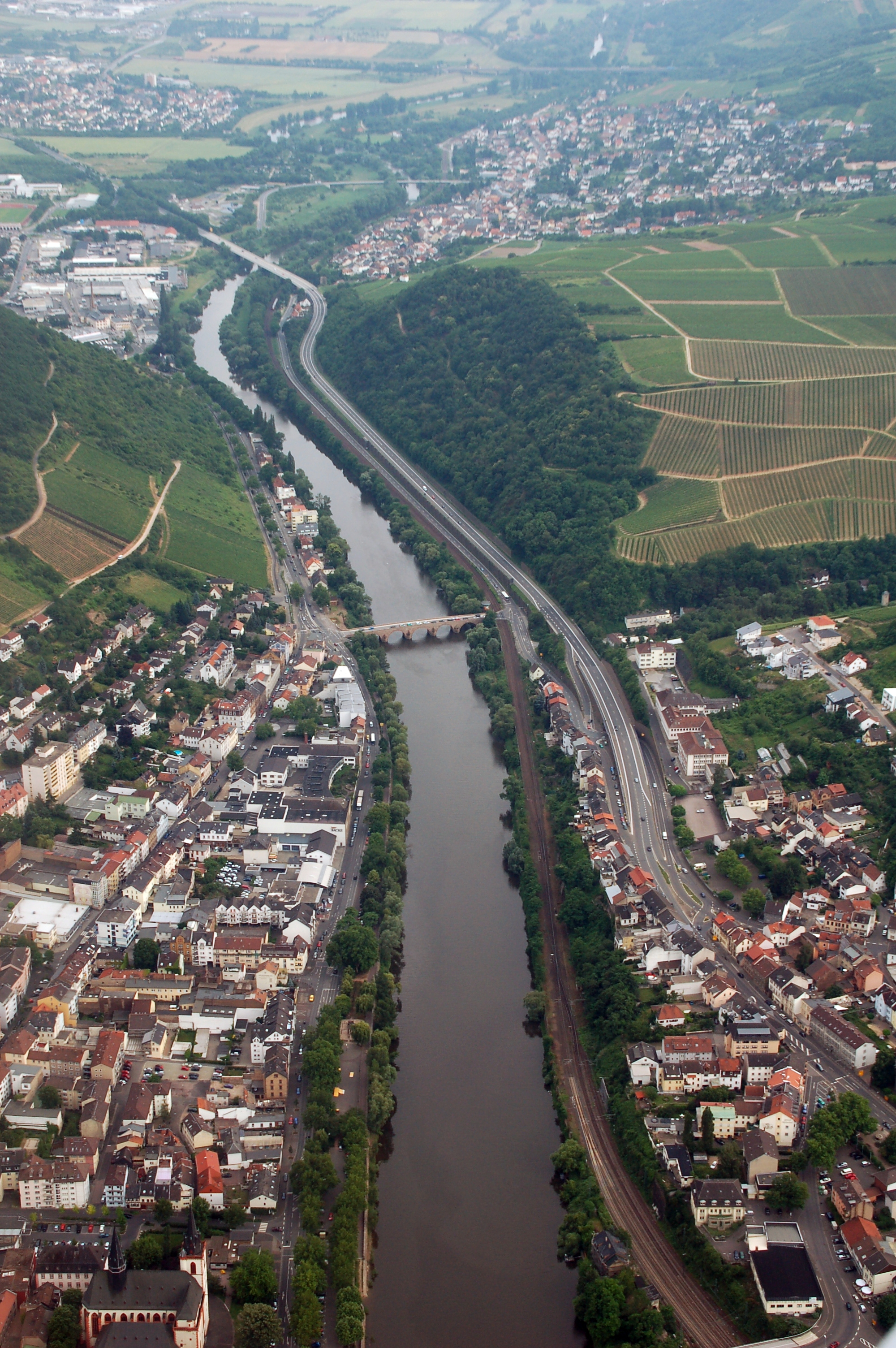
Nahe in Bingen

### Einzugsgebiet
Das Einzugsgebiet der Nahe umfasst eine Fläche von 4065 km². Es wird über den Rhein zur Nordsee entwässert.
Die Ausdehnung des Einzugsgebiets ist der Karte zu entnehmen. Seine Grenzen sind im Uhrzeigersinn, beginnend im Osten:
- die Rheinhessische Schweiz als Wasserscheide zum Rhein
- das Donnersberg-Massiv als Wasserscheide zu Selz und Rhein
- das Nordpfälzer Bergland als Wasserscheide zu Pfrimm und Rhein gen Osten sowie zu Wallhalb und Schwarzbach gen Süden
- der Hunsrück als Wasserscheide zu Prims, Blies und Saar gen Süden bzw. zur Mosel gen Nordwesten
- der Binger Wald als Wasserscheide zum Rhein gen Norden

### Zuflüsse
Diagramme
| Die Zuflüsse der Nahe ab 25 km                                    | Die Zuflüsse der Nahe ab 25 km | Die Zuflüsse der Nahe ab 25 km | Die Zuflüsse der Nahe ab 25 km | Die Zuflüsse der Nahe ab 25 km |
| ----------------------------------------------------------------- | ------------------------------ | ------------------------------ | ------------------------------ | ------------------------------ |
| Quelle                                                            |                                |                                |                                |                                |
| Hahnenbach                                                        | Hahnenbach                     |                                | 38,0 km                        | 38,0 km                        |
| Simmerbach                                                        | Simmerbach                     |                                | 57,2 km                        | 57,2 km                        |
| Glan                                                              | Glan                           |                                | 89,7 km                        | 89,7 km                        |
| Alsenz                                                            | Alsenz                         |                                | 49,9 km                        | 49,9 km                        |
| Ellerbach                                                         | Ellerbach                      |                                | 27,2 km                        | 27,2 km                        |
| Appelbach                                                         | Appelbach                      |                                | 39,6 km                        | 39,6 km                        |
| Guldenbach                                                        | Guldenbach                     |                                | 32,7 km                        | 32,7 km                        |
| Wiesbach                                                          | Wiesbach                       |                                | 44,6 km                        | 44,6 km                        |
| Mündung – dunkelblau: linke Zuflüsse, hellblau: rechte Zuflüsse – |                                |                                |                                |                                |

| Die Einzugsgebiete der Nebenflüsse der Nahe ab 100 km²            | Die Einzugsgebiete der Nebenflüsse der Nahe ab 100 km² | Die Einzugsgebiete der Nebenflüsse der Nahe ab 100 km² | Die Einzugsgebiete der Nebenflüsse der Nahe ab 100 km² | Die Einzugsgebiete der Nebenflüsse der Nahe ab 100 km² |
| ----------------------------------------------------------------- | ------------------------------------------------------ | ------------------------------------------------------ | ------------------------------------------------------ | ------------------------------------------------------ |
| Quelle                                                            |                                                        |                                                        |                                                        |                                                        |
| Hahnenbach                                                        | Hahnenbach                                             |                                                        | 267,9 km²                                              | 267,9 km²                                              |
| Simmerbach                                                        | Simmerbach                                             |                                                        | 395,1 km²                                              | 395,1 km²                                              |
| Glan                                                              | Glan                                                   |                                                        | 1.221,9 km²                                            | 1.221,9 km²                                            |
| Alsenz                                                            | Alsenz                                                 |                                                        | 327,7 km²                                              | 327,7 km²                                              |
| Ellerbach                                                         | Ellerbach                                              |                                                        | 186,0 km²                                              | 186,0 km²                                              |
| Appelbach                                                         | Appelbach                                              |                                                        | 171,3 km²                                              | 171,3 km²                                              |
| Guldenbach                                                        | Guldenbach                                             |                                                        | 172,5 km²                                              | 172,5 km²                                              |
| Wiesbach                                                          | Wiesbach                                               |                                                        | 202,0 km²                                              | 202,0 km²                                              |
| Mündung – dunkelblau: linke Zuflüsse, hellblau: rechte Zuflüsse – |                                                        |                                                        |                                                        |                                                        |

### Stauseen

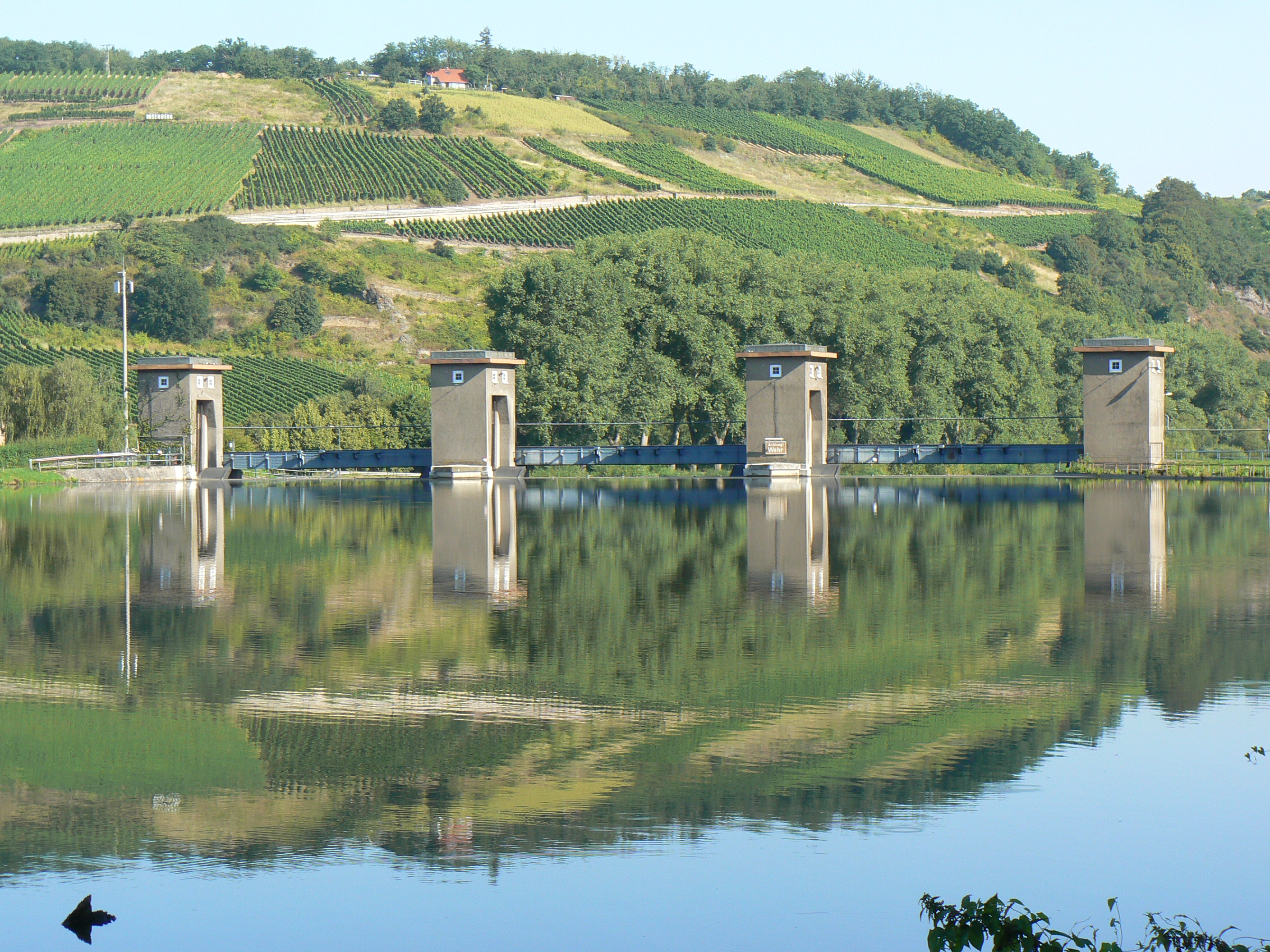
Stauwehr Niederhausen

- Der Kammerwoog liegt unmittelbar oberhalb von Idar-Oberstein. Mit diesem Stauwerk wird bei Bedarf das Durchflussvolumen der Nahe reguliert, da der Fluss in Idar-Oberstein unter der Naheüberbauung nur über einen beschränkten Pegel verfügt.
- Die Gänsmühle in Martinstein nutzt das Wasser des leicht aufgestauten Flusses zur Stromgewinnung, wodurch maximal 30 kW erzeugt werden.
- An Hüsters Mühle in Idar-Oberstein wird ebenfalls Strom durch Wasserkraft erzeugt; die Leistung der Anlage beträgt maximal 200 kW. Am Stauwehr wurde in den Jahren 2008/2009 durch den Betreiber und den Landkreis Birkenfeld eine Fischaufstiegs- und -abstiegshilfe installiert, die erste und bislang einzige an der Nahe.
- Bei Niederhausen durchfließt die Nahe den gleichnamigen Stausee, der sich hinter einer Staustufe befindet und 800.000 m³ Volumen besitzt. Auch hier wird Strom erzeugt, unter optimalen Bedingungen werden von zwei Generatoren insgesamt 3200 kW in das 20-kV-Netz eingespeist.

### Orte
Am Fluss liegen die folgenden Orte von der Quelle zur Mündung (mit Land und Kreis):
- Saarland
  - Landkreis St. Wendel: Nohfelden
- Rheinland-Pfalz

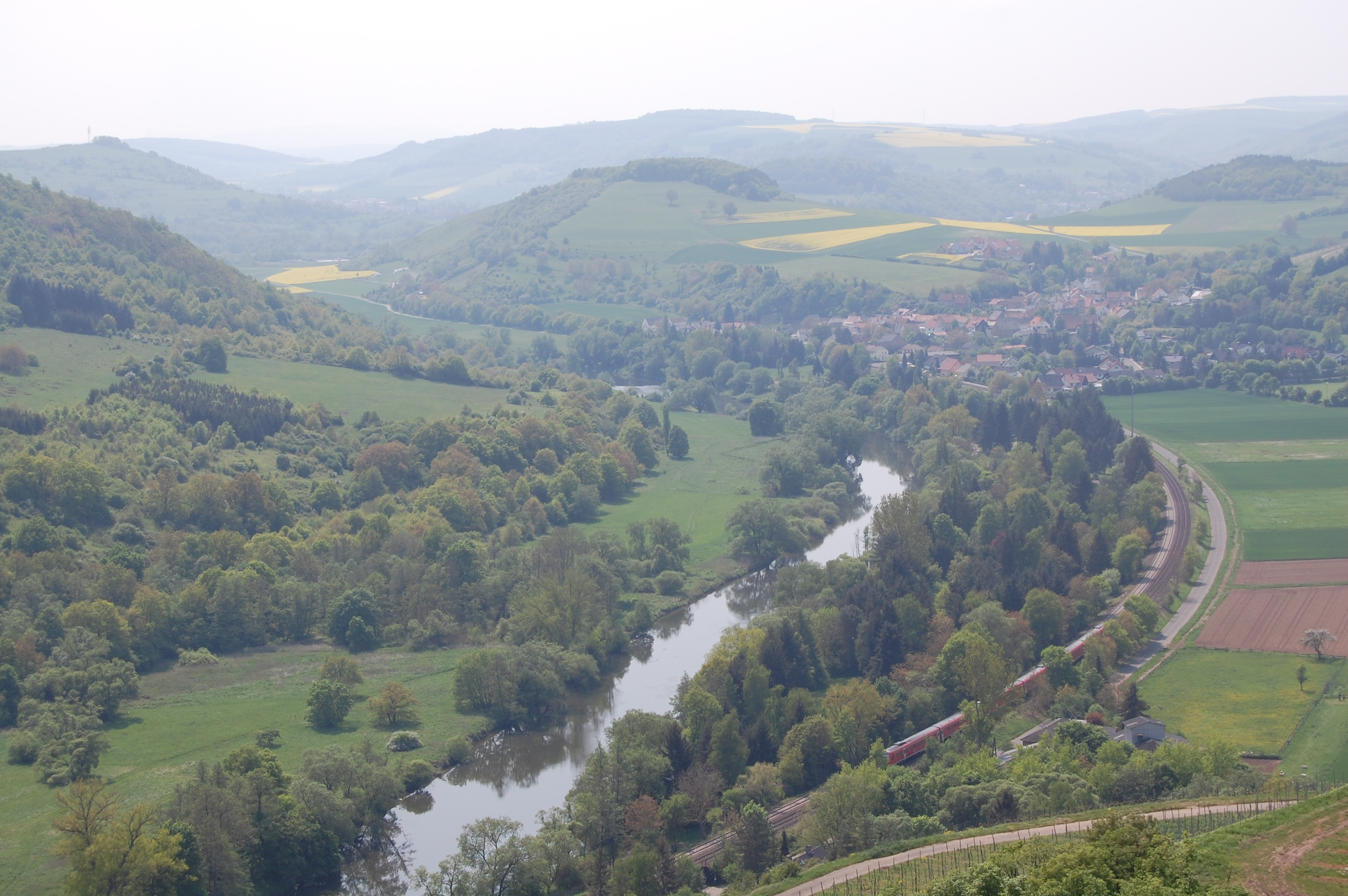
Boos an der Nahe, die Nahetalbahn tangiert den Ort

  - Landkreis Birkenfeld: Hoppstädten-Weiersbach, Nohen, Kronweiler, Sonnenberg-Winnenberg, Frauenberg, Idar-Oberstein
  - Landkreis Bad Kreuznach: Kirn, Hochstetten-Dhaun, Martinstein, Merxheim, Monzingen, Meddersheim, Bad Sobernheim, Staudernheim,  Boos, Schloßböckelheim, Oberhausen, Niederhausen, Norheim, Bad Münster am Stein-Ebernburg, Bad Kreuznach, Bretzenheim
  - Landkreis Mainz-Bingen: Gensingen
  - Landkreis Bad Kreuznach: Langenlonsheim
  - Landkreis Mainz-Bingen: Grolsheim
  - Landkreis Bad Kreuznach: Laubenheim
  - Landkreis Mainz-Bingen: Münster-Sarmsheim, Bingen am Rhein

## Hochwasser
Aufgrund dieses im Vergleich zur Flusslänge großen Einzugsgebiets können im Mittel- und Unterlauf innerhalb von wenigen Stunden sehr starke Hochwasser auftreten, die aber auch schnell wieder abfließen. Dabei kann es in Bad Kreuznach zu Abflussmengen von über 1000 m³/s, an der Mündung von über 1300 m³/s kommen.
| Datum          | Pegelstände0 | Pegelstände0 | Pegelstände0 | Pegelstände0 | Pegelstände0  | Pegelstände0 |
| Datum          | Heimbach     | Oberstein    | Martinstein  | Boos         | Bad Kreuznach | Dietersheim  |
| -------------- | ------------ | ------------ | ------------ | ------------ | ------------- | ------------ |
| Januar 1995    | 322 cm       | 405 cm       | 532 cm       | 563 cm       | 755 cm        |              |
| Dezember 1993  |              | 365 cm       | 525 cm       | 568 cm       | 839 cm        |              |
| Januar 2003    |              | 173 cm       | 494 cm       | 507 cm       | 730 cm        | 404 cm       |
| Dezember 1981  | 310 cm       |              | 485 cm       | 594 cm       |               |              |
| Januar 1993    | 282 cm       | 338 cm       | 457 cm       |              |               |              |
| Januar 2011    |              | 255 cm       | 452 cm       | 472 cm       | 708 cm        | 401 cm       |
| Okt./Nov. 1998 |              | 300 cm       | 448 cm       | 455 cm       | 651 cm        |              |
| Dezember 1965  |              | 381 cm       | 445 cm       | 533 cm       |               |              |
| Dezember 1967  | 308 cm       | 311 cm       | 422 cm       | 496 cm       |               |              |
| Dezember 2011  | 297 cm       | 294 cm       | 415 cm       | 371 cm       |               | 272 cm       |
| Januar 2018    |              | 211 cm       | 365 cm       |              |               | 235 cm       |

## Geologie

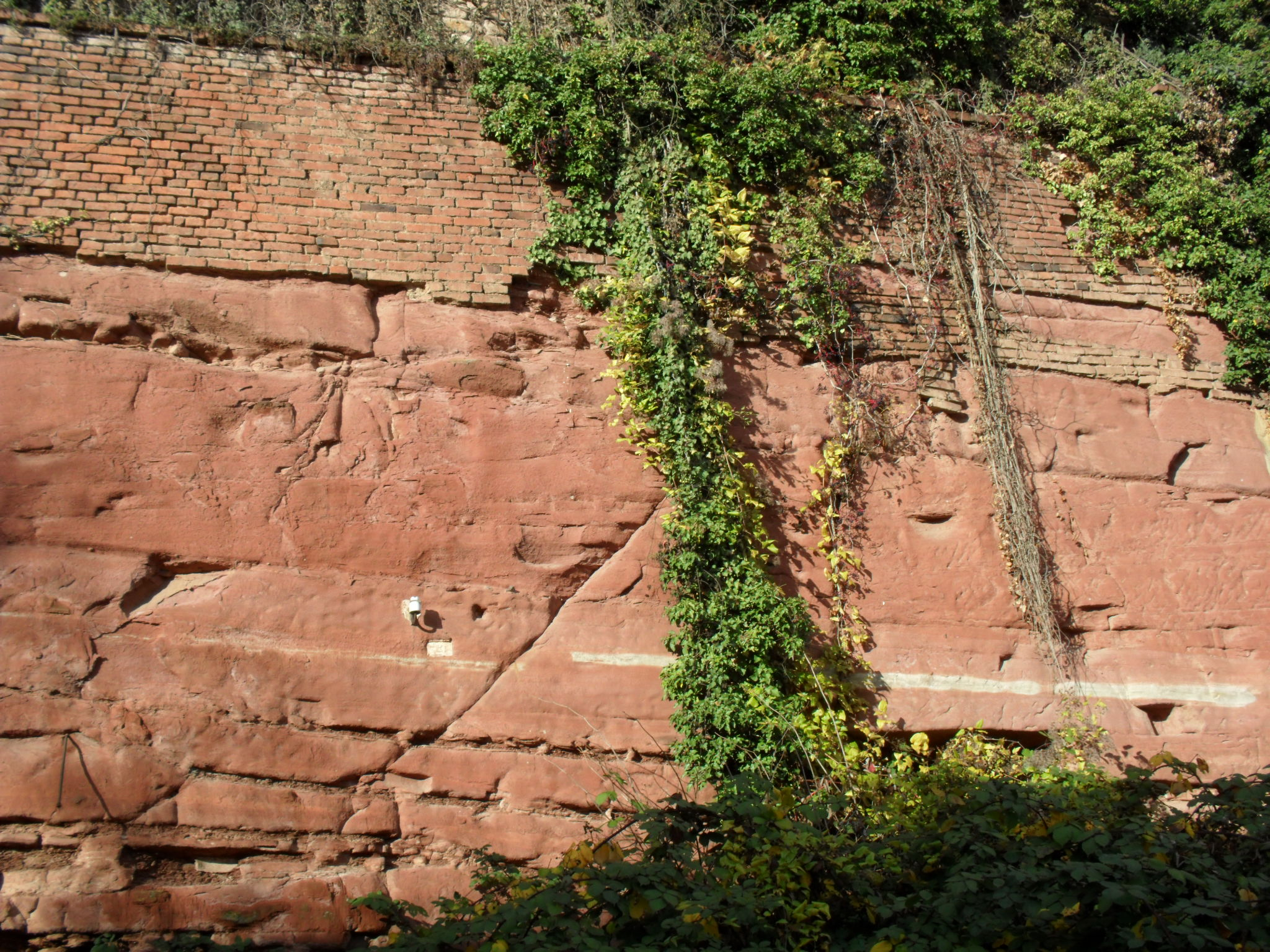
Kreuznach-Formation in Bad Kreuznach

Die Täler der Nahe und ihrer Nebenbäche formten sich in geologisch junger Zeit infolge einer Hebung der Erdoberfläche. Die Gewässer erhielten dadurch ein stärkeres Gefälle. Vor allem in Schmelzperioden während der Eiszeiten, als hier Tundrenklima herrschte und der Boden nicht durch eine dichte Vegetation geschützt war, kam es zu starker Erosion durch die reißende Strömung der Bäche und Flüsse. Je nachdem, wie hart der Gesteinsuntergrund war, entstanden dabei enge Täler mit schroffen Felshängen oder weiträumige, sanft geformte Täler. Im Nahegebiet ist der häufige Wechsel zwischen beiden Formen reizvoll. Enge und felsige Talabschnitte finden sich da, wo harte vulkanische Gesteine anstehen, weiträumige im Bereich weicherer Sedimentgesteine. Überwiegend gehören die Gesteine der geologischen Epoche des Rotliegend am Ende des Erdaltertums an. Damals herrschte im Bereich des Nahegebiets ein lebhafter Vulkanismus.

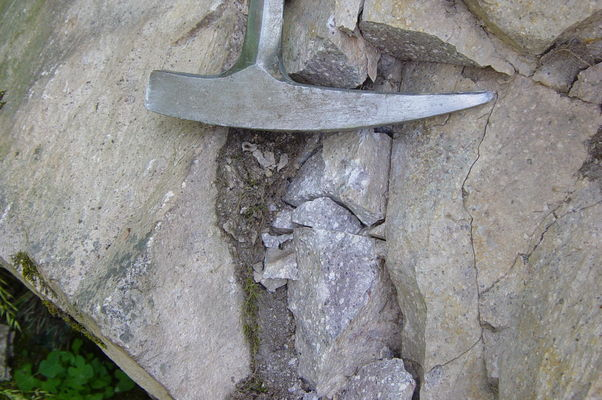
Rotliegend-Rhyolith („Quarzporphyr“) des Saar-Nahe-Beckens im Aufschluss. Wöllstein nahe Bad Kreuznach, Rheinland-Pfalz

Das rötliche Vulkangestein Rhyolith verwittert in den höher gelegenen, niederschlagsreicheren Teilen des Nahegebiets zu relativ saurem Boden. Dort ist die typische Flora nur schwach vertreten. In der Gegend um Bad Kreuznach und Bad Münster am Stein jedoch herrscht im Regenschatten des Hunsrücks warmes und recht trockenes Klima. Dort liefert der Rhyolith bei der Verwitterung neutrale bis basische Böden, auf denen sich geradezu ein „Hot Spot“ botanischen Artenreichtums entwickelt hat. Dieser beruht auch darauf, dass sich die Nahe dort durch ein mächtiges Rhyolithmassiv genagt und dabei steile Felshänge geschaffen hat, darunter den berühmten Rotenfels, der rund 200 m nahezu senkrecht aufragt und die höchste Felswand Deutschlands außerhalb der Alpen ist. Er präsentiert sich als riesiger natürlicher Steingarten.

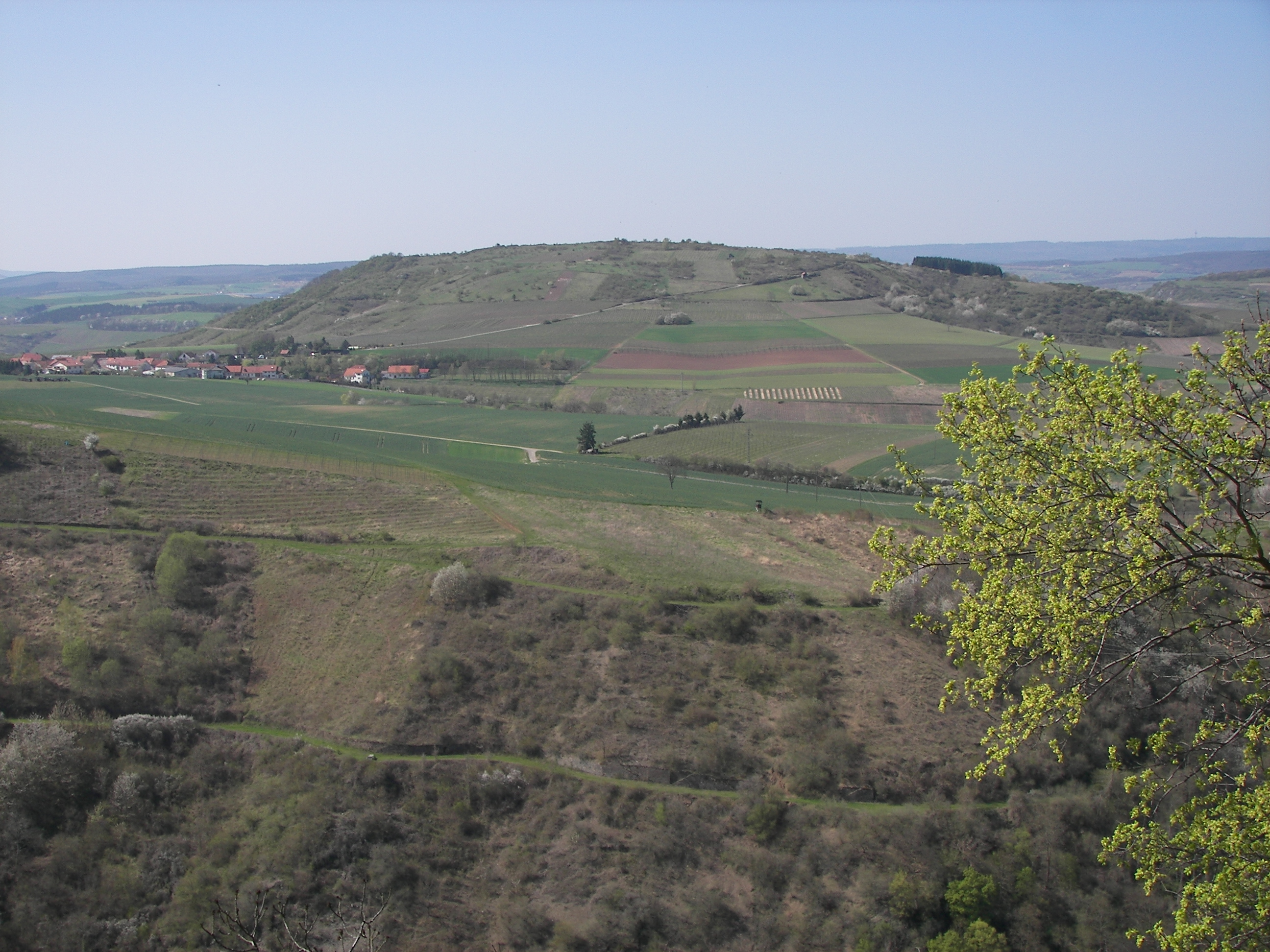
Blick zum Gangelsberg

Ideale Standorte für die wärmeliebende Flora bietet auch das basischere Vulkangestein Andesit, dessen Vorkommen sich über das gesamte Nordpfälzer Bergland verteilen. Mehrmals musste sich die Nahe durch Andesit-Querriegel hindurchnagen, weshalb botanisch bedeutsame Felshänge, die größtenteils als Naturschutzgebiete eingestuft sind, wie Perlen einer Kette ihren Lauf begleiten. Genannt seien der Hellberg bei Kirn, der Flachsberg bei Martinstein und der Gangelsberg bei Duchroth.
Der Oberlauf der Nahe durchquert das Andesitplateau von Baumholder. Es entstand zur Zeit des Rotliegend als riesige Lavadecke mit einem Durchmesser von rund 20 km. An seinem Rande liegt die Edelsteinstadt Idar-Oberstein. Sie ist in Felshänge eingebettet, die sich ebenfalls durch reiche botanische Vorkommen auszeichnen. Flussaufwärts von Idar-Oberstein klingt die Xerothermvegetation allmählich aus, da das Klima dort kühler und feuchter wird.
Ebenfalls im Bereich des Andesitplateaus liegt der fast 12.000 Hektar große Truppenübungsplatz Baumholder, der ein hervorragendes Naturreservat darstellt. Durch das extensive Befahren mit Kettenfahrzeugen und die Beweidung durch Wanderschafherden blieb dort geradezu die Agrarlandschaft des frühen 20. Jahrhunderts erhalten. Das Betretungsverbot aus militärischen Gründen garantiert dort einen besonders wirksamen Schutz von Fauna und Flora.

## Flora

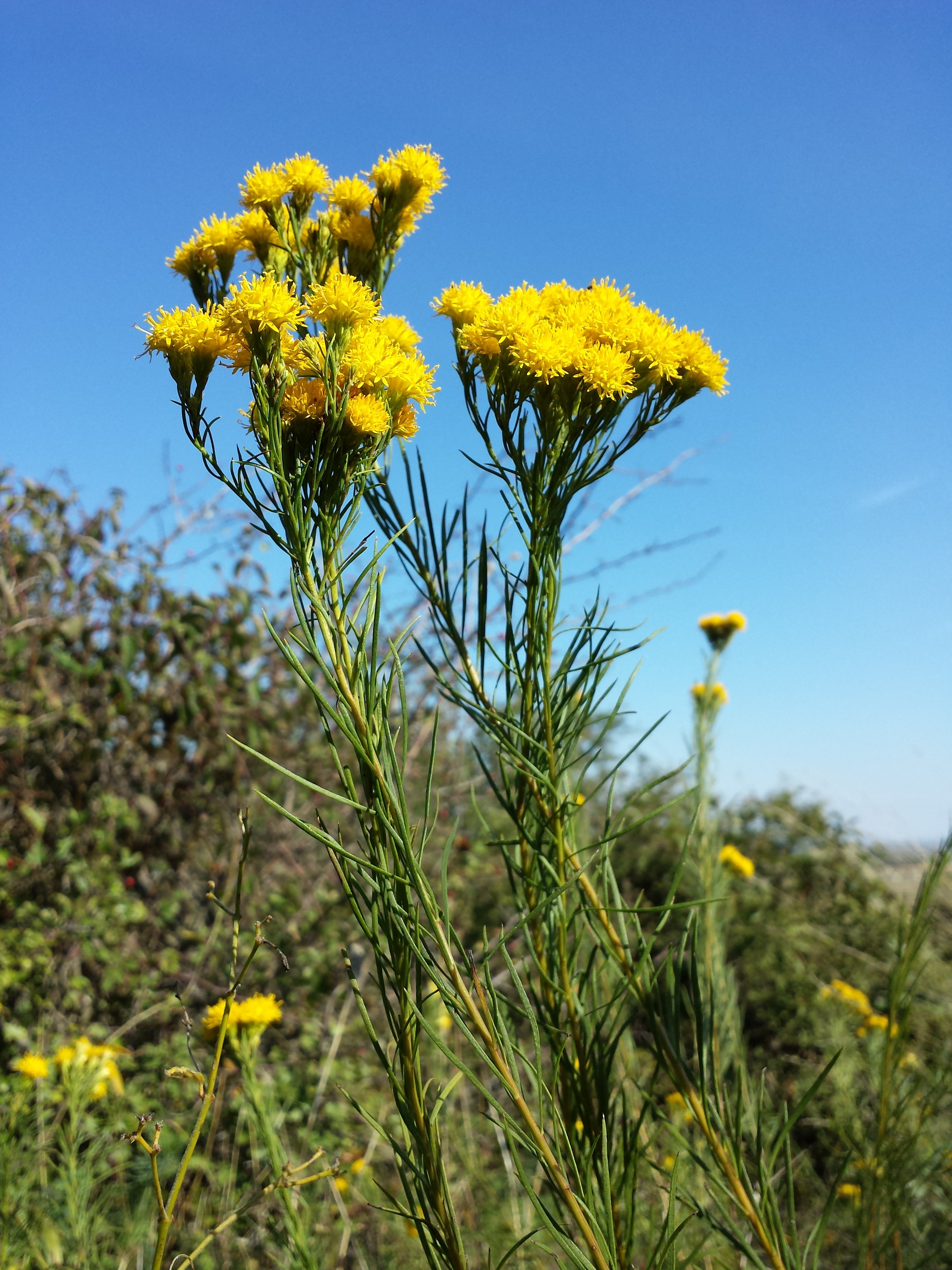
Die Gold-Aster

Seit dem 19. Jahrhundert sind das Nahetal und das südöstlich davon gelegene Nordpfälzer Bergland Ziel in- und ausländischer Botaniker und Naturfreunde. Durch zahlreiche naturwissenschaftliche und heimatkundliche Veröffentlichungen wurde bekannt, dass dort wärmeliebende Pflanzenarten vorkommen, die ihre Hauptverbreitung teils in Südeuropa, teils in den Steppengebieten von Osteuropa bis Asien haben. Charakteristische Arten sind zum Beispiel Berg-Steinkraut (Alyssum montanum subsp. montanum), Gold-Aster (Aster linosyris), Grundblütige Segge (Carex halleriana), Diptam (Dictamnus albus), Pfingstnelke (Dianthus grationopolitanus), Bleicher Schöterich (Erysimum crepidifolium), Bleicher Schwingel (Festuca pallens), Felsen-Gelbstern (Gagea bohemica subsp. saxatilis), Blaugrünes Labkraut (Galium glaucum), Steppen-Spitzkiel (Oxytropis pilosa), Großes Federgras (Stipa pulcherrima) und Roßschweif-Federgras (Stipa tirsa).
Diese Pflanzen sind in einer nacheiszeitlichen Wärmeperiode nach Europa eingewandert. Als danach das Klima erheblich kühler und feuchter wurde, starben sie im größten Teil Deutschlands wieder aus. Sie überlebten nur an Stellen, wo aufgrund besonderer geographischer Gegebenheiten kleinräumig weiterhin Wärme und Trockenheit herrschten, an die sie angepasst sind. Im Nahetal und seinen Seitentälern sind dies besonders Felshänge, die nach Süden oder Südwesten gerichtet sind, so dass im Sommer die Sonnenstrahlen in steilem Winkel auftreffen. An heißen Sommertagen entwickeln sich dort wahrlich steppenhafte Verhältnisse mit Bodentemperaturen von 60 °C oder mehr. Aber nicht nur Felsen, sondern auch Laubwälder und Gebüsche, welche weniger felsige Steilhänge bedecken, weisen ein ziemlich warmes und trockenes Lokalklima auf und eignen sich als Lebensräume für wärmeliebende und trockenheitsertragende Pflanzen. Ihre Gesamtheit wird als Xerothermvegetation bezeichnet.

## Tourismus
Die als Naheland bezeichnete Region bietet vielfältige touristische Anreize:
- Der Nahe-Radweg ermöglicht es, den gesamten Flussverlauf von der Quelle bis zur Mündung kennenzulernen.
- Die Landschaft an der mittleren und unteren Nahe ist nahezu deckungsgleich mit dem Weinanbaugebiet Nahe, das trotz seiner geringen Größe schon zehn Deutsche Weinköniginnen (Stand 2019) gestellt hat.
- Auf den Höhen von Hunsrück und Nordpfälzer Bergland zu beiden Seiten des Flusses stehen zahlreiche Burgen und Schlösser, so die Ebernburg, auf der 1481 der rebellische Ritter Franz von Sickingen geboren wurde. Das Kloster Disibodenberg, dessen Ruine den Disibodenberg am Zusammenfluss von Nahe und Glan krönt, wurde am Anfang des 8. Jahrhunderts gegründet.
- Einen Besuch wert sind in Idar-Oberstein das Edelsteinmuseum und in Bad Kreuznach die Kuranlagen mit Thermal- und Solebädern sowie die Brückenhäuser, ebenso der alte Dorfkern von Monzingen mit seinen historischen Gebäuden wie dem Alt’schen Haus und anderen sehenswerten Bauwerken. Die Drususbrücke bei Bingen ist die älteste Steinbrücke des Mittelalters in Deutschland; sie wurde im 11. Jahrhundert erbaut. Das Rheinland-Pfälzische Freilichtmuseum in Bad Sobernheim präsentiert vier Dörfer mit restaurierten historischen Häusern aus den verschiedenen Regionen von Rheinland-Pfalz.
- Der 202 m hohe und 1200 m lange Rotenfels bei Bad Münster am Stein-Ebernburg wurde durch die Nahe geschaffen und ist die größte Steilwand zwischen den Alpen und Skandinavien.
- Im Soonwald 9 km nördlich der Nahe soll sich um 1800 der Räuber Johannes Bückler, der unter dem Namen „Schinderhannes“ bekannt war, in der nach ihm benannten Höhle versteckt gehalten haben.
- Auf den Höhen des Hunsrücks, genau auf der Wasserscheide der Nahe zur Mosel, liegt der Flughafen Hahn.

Sehenswertes
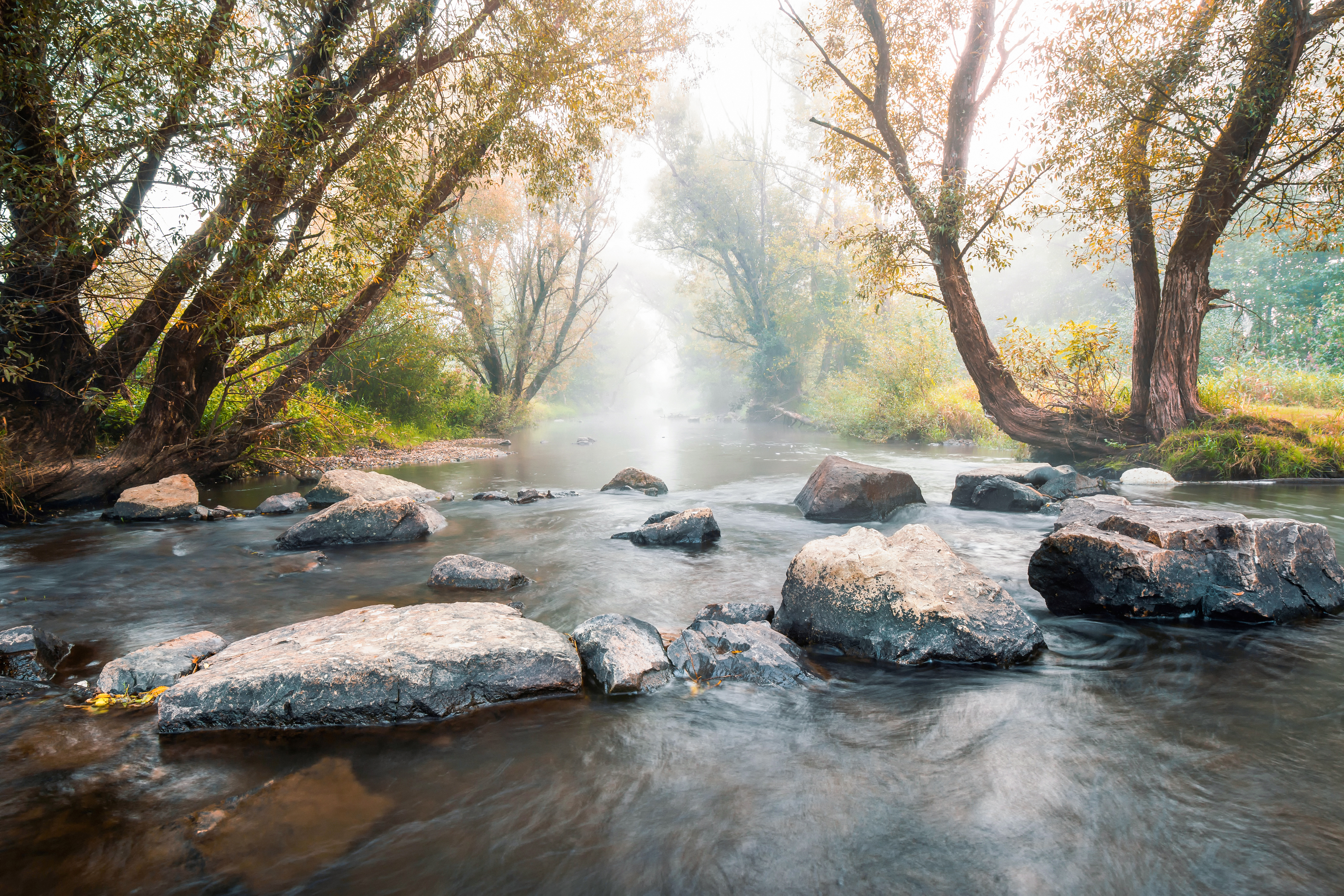
Gewässer-Erlebnispfad Obere Nahe
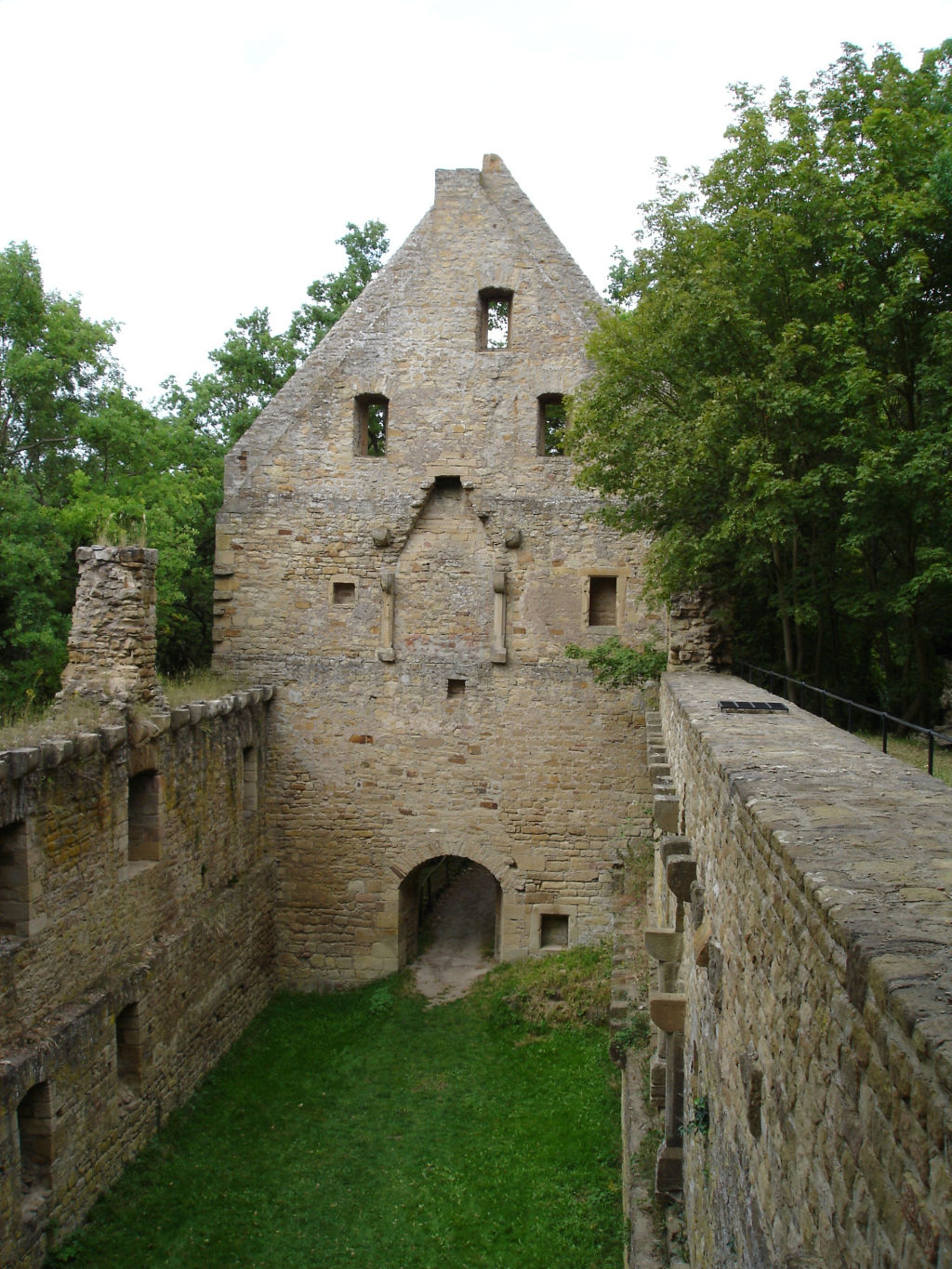
Kloster Disibodenberg
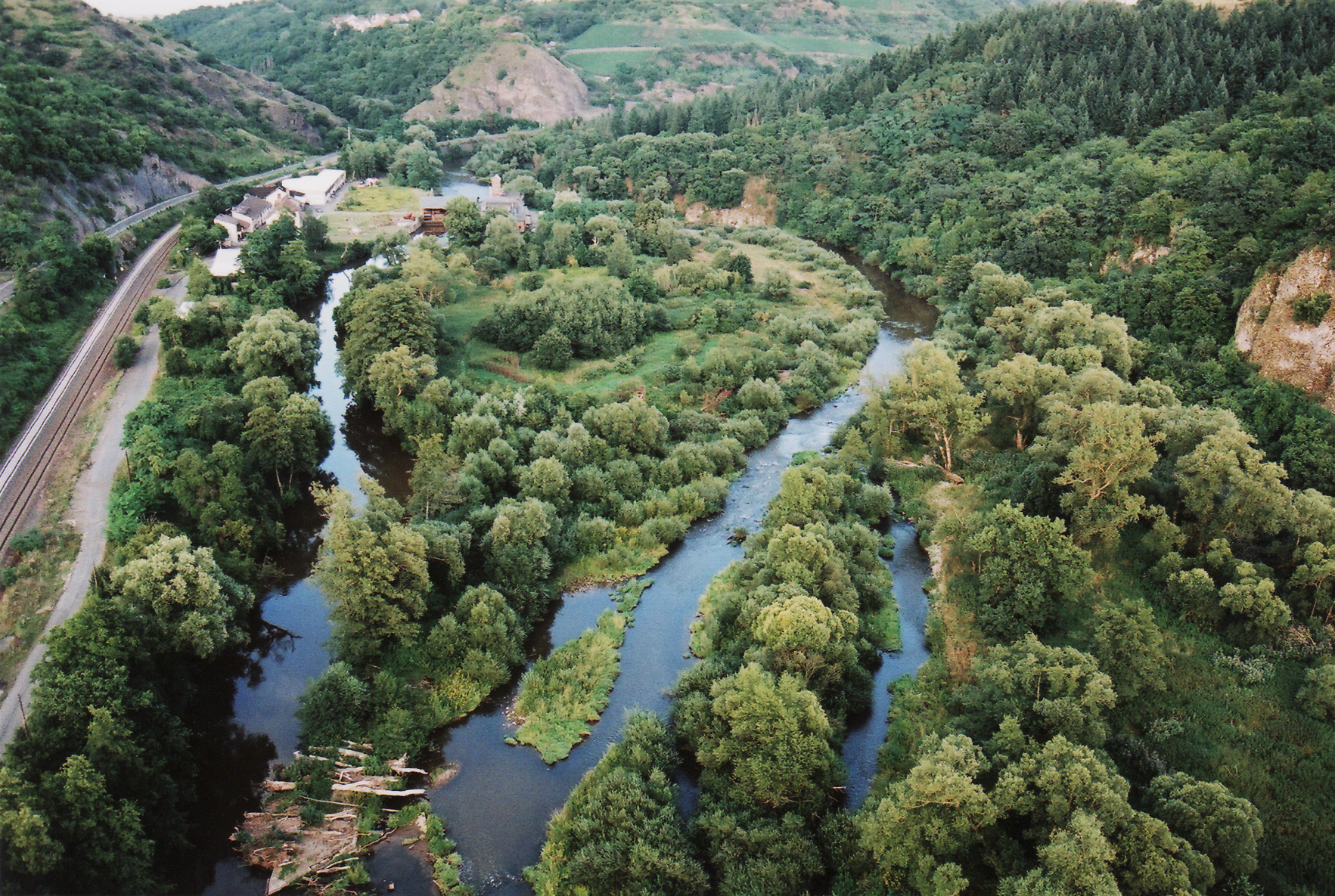
Naturschutzgebiet zwischen Boos und Niederhausen
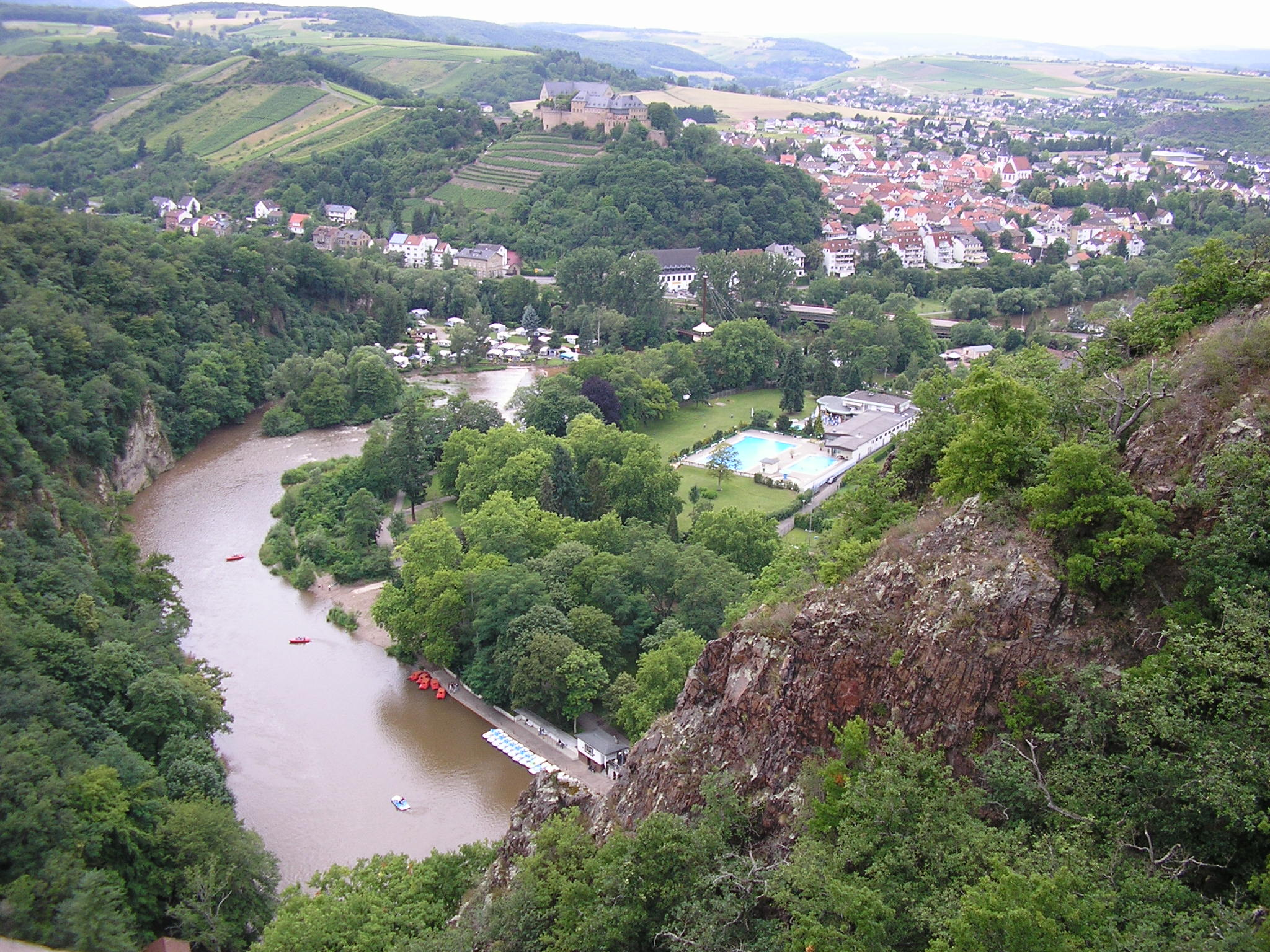
Blick vom Rheingrafenstein über die Nahe zur Ebernburg
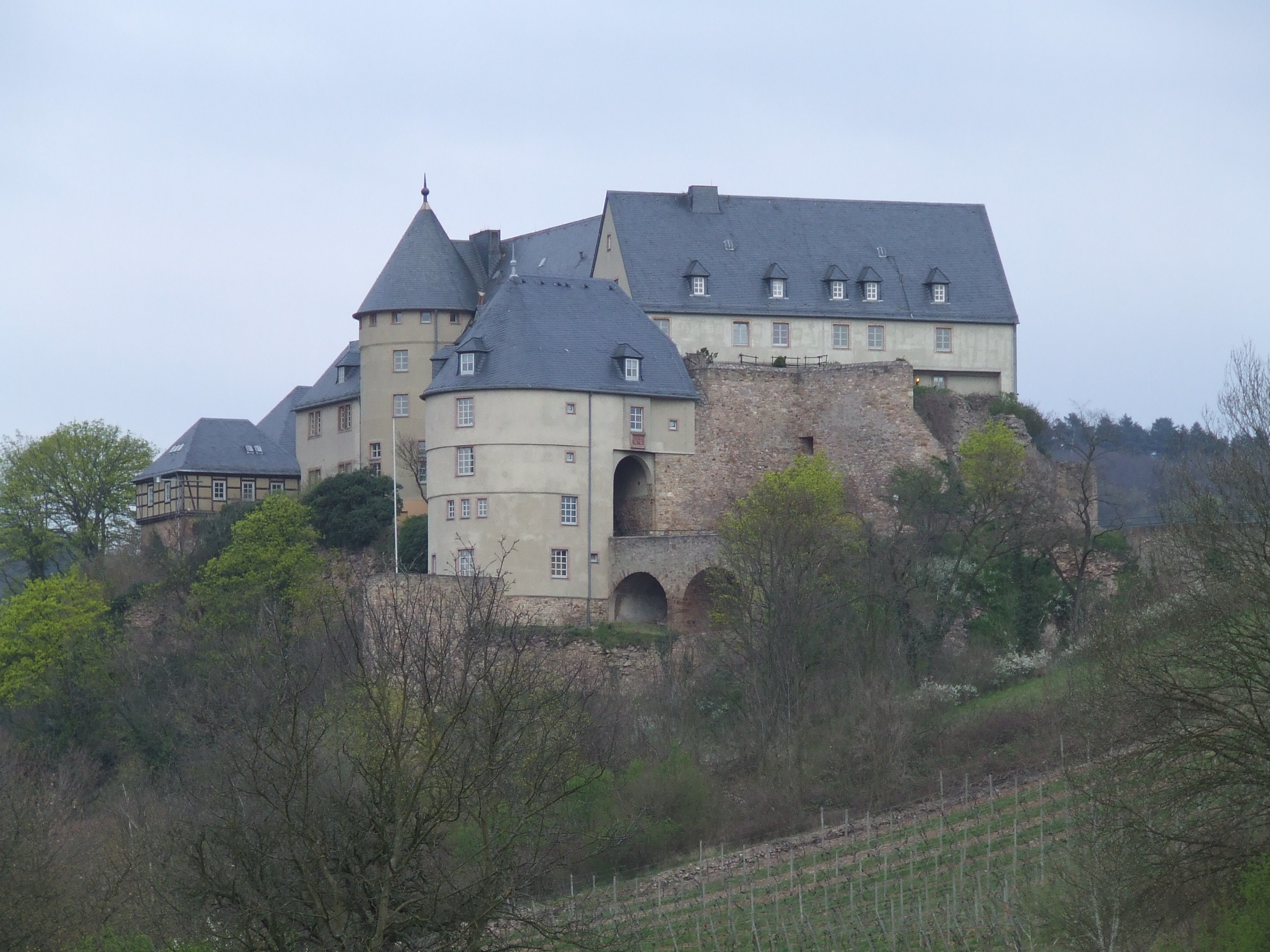
Ebernburg von Westen
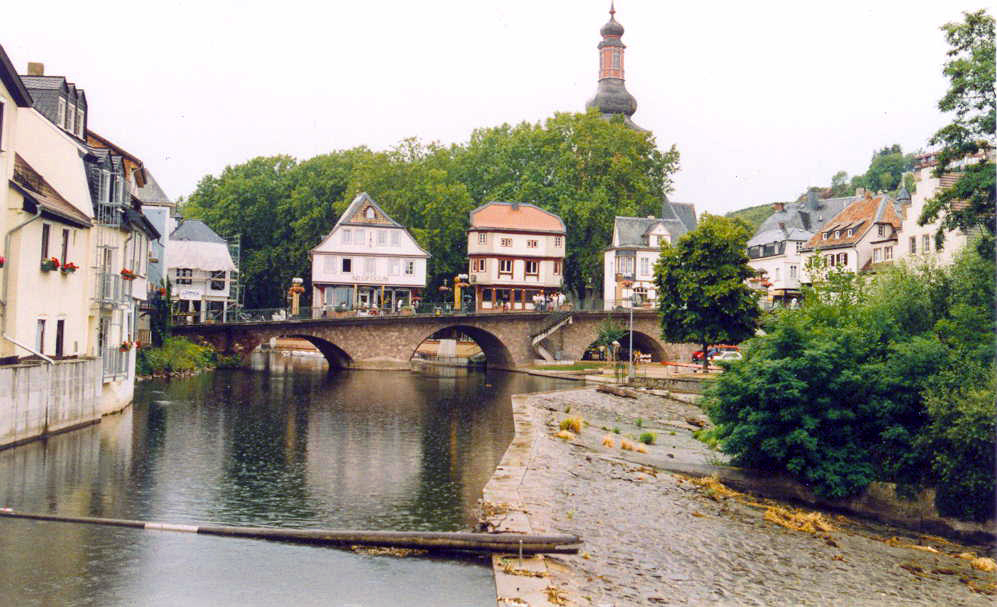
Alte Nahebrücke in Bad Kreuznach mit Brückenhäusern
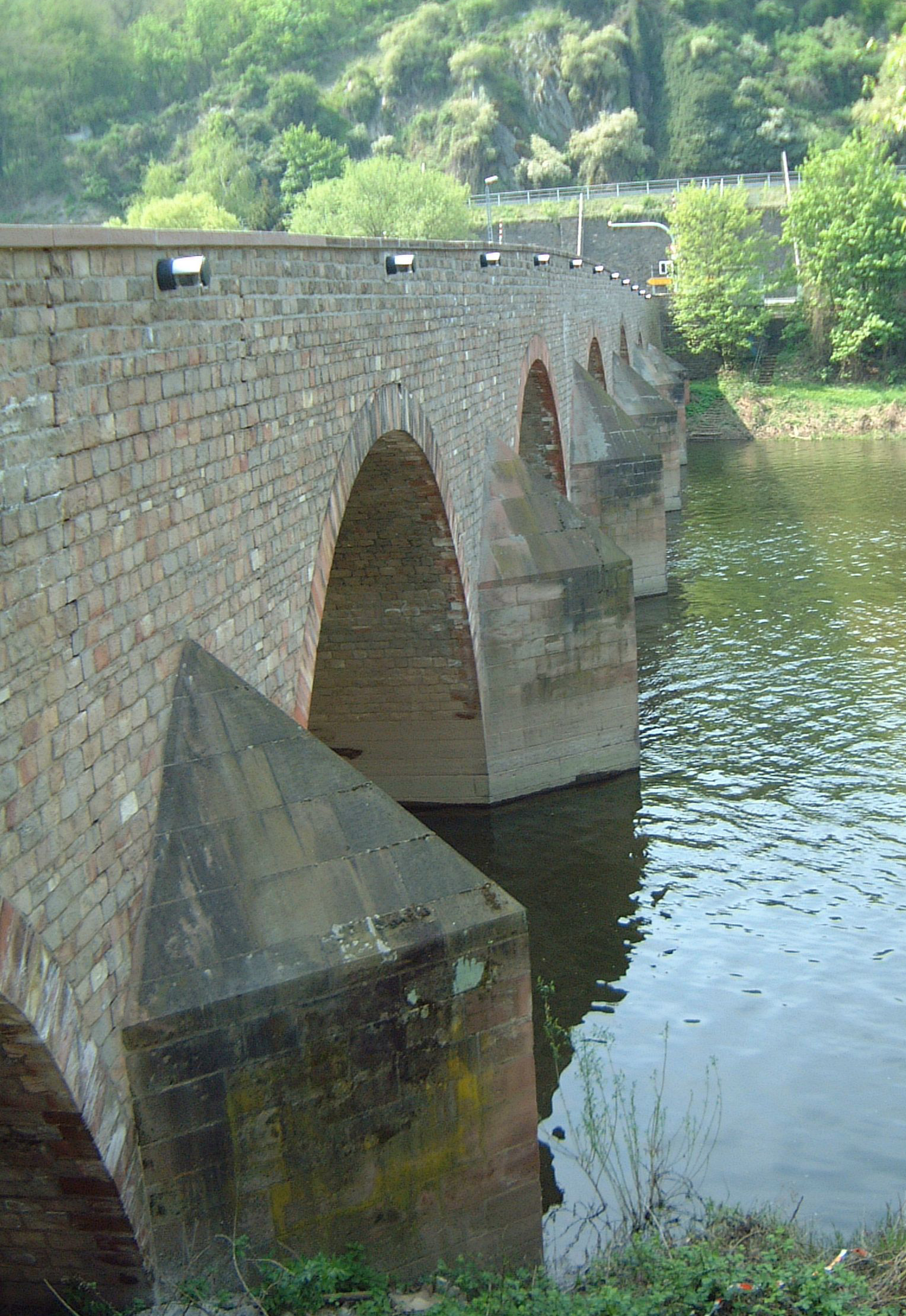
Drususbrücke in Bingen
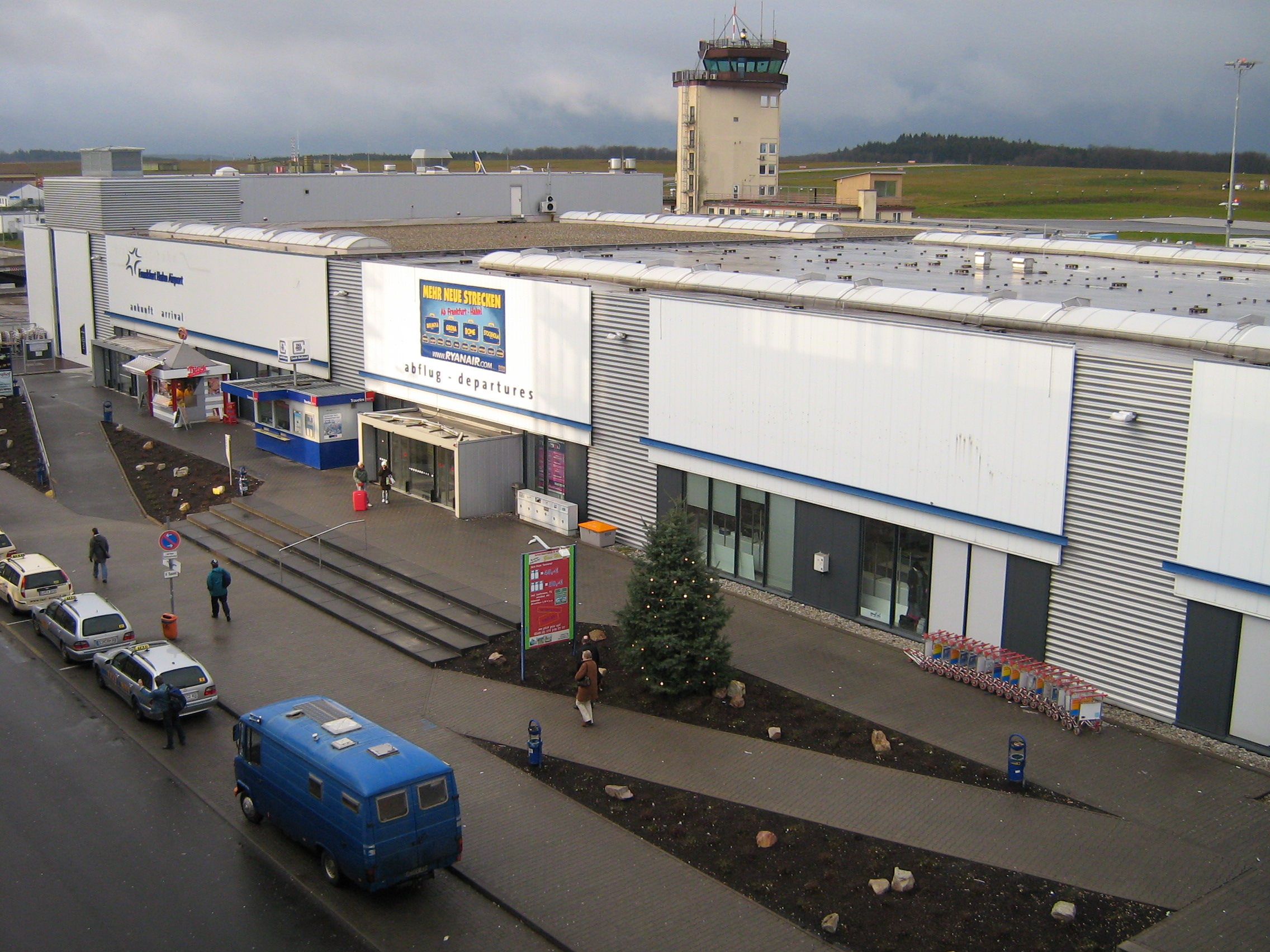
Flughafen Hahn, Terminal 1 (2007)